# John Pelling
John Pelling (n. 27 mai 1936, Londra, Regatul Unit – d. 14 iunie 2023) a fost un scrimer britanic, medaliat olimpic. A participat la 2 ediții ale Jocurilor Olimpice (1960, 1964) în care a câștigat o medalie de argint.